# Justicia pittieri
Justicia pittieri är en akantusväxtart som beskrevs av Gustav Lindau. Justicia pittieri ingår i släktet Justicia och familjen akantusväxter. Inga underarter finns listade i Catalogue of Life.